# Barbus
Barbus  es un género de peces dulceacuícolas de la  familia Cyprinidae. En él se incluyen más de 300 especies, muchas de ellas endémicas, distribuidas por África, Europa y Asia. Suelen ser peces de gran tamaño.
La especie tipo es Barbus barbus, originalmente descrita por Linneo como Cyprinus barbus.
Su sistemática es complicada, habiendo sido un cajón de sastre en el que se introducían los peces con «aspecto de barbo». Finalmente, gran parte de las especies que lo componían se han separado en, al menos, 20 géneros.
Su nombre común y científico hace referencia a los «barbillones» o «bigotes» que poseen junto a la boca y que les sirve como órgano sensorial.

## Sistemática
Desde que fuera descrito por primera vez por Georges Cuvier e Hippolyte Cloquet en 1816, basándose en un ejemplar de Cyprinus barbus L. 1758, este género se convirtió en un cajón de sastre donde se fueron incluyendo todos los peces con aspecto de barbo.
A partir de la década de 1970 se comenzó a reubicar especies de este a otros géneros, como Barbichthys, Barbodes, Barboides, Barbonymus, Barbopsis, Caecobarbus, Capoeta, Hypselobarbus, Hypsibarbus, Leptobarbus, Messinobarbus, Poropuntius, Probarbus, Pseudobarbus, Puntioplites o Puntius. Desde 1990 se ha producido una nueva revisión más completa y profunda, separándolo en distintas categorías que habían sido nombradas como Labeobarbus, Carasobarbus, Luciobarbus o Clypeobarbus. La mayoría de los ictiólogos y de las instituciones relacionadas con la ictiología consideran a estas categorías como géneros hermanos de Barbo. Sin embargo, esta corriente de pensamiento no es general y parte de la comunidad científica los consideran a algunos de ellos subgéneros.
Quedan aún muchas especies incluidas en este género que podrían no estarlo en el futuro. Es posible que el género Barbus, en sentido estricto, esté restringido a las especies europeas y del noreste africano.

## Descripción
Se trata de un género polifilético muy complejo, de una amplia distribución mundial —África, Asia y Europa—, con una gran cantidad de especies descritas —más de 300—, y una alta plasticidad morfológica —sobre todo de labios, medidas corporales y longitud de la cabeza— que en algunos casos dificulta considerablemente la correcta identificación de las especies.
Además, es un género con diversos niveles de ploidía, variando entre grupos diploides, tetraploides y hexaploides. Este carácter no es, sin embargo, suficiente para separar los distintos grupos o subgéneros (incluso géneros) en los que podría dividirse. Son diploides dos grupos de barbos, unos asiáticos y otros africanos, tetraploides un grupo etíope y dos grupos europeos y norteafricanos —que se corresponden con Barbus y Luciobarbus— y un último grupo geográficamente heterogéneo —a lo largo de todo el continente africano e Israel— hexaploide.
Son peces con forma de huso más o menos romboides, con uno (B. tropidolepis) o generalmente dos pares de barbilones situados cerca de la boca que es subínfera y protráctil, con labios a menudo carnosos. Estos barbillones son órganos sensoriales que utiliza para la detección de alimento pues muchas especies habitan masas de agua turbias donde la visión está limitada a luces y sombras. Su coloración, generalmente parda, adquiere los tonos del ambiente en el que habitan. Poseen dos aletas pectorales, dos pélvicas, una dorsal, una anal y una caudal furcada y homocerca. El nacimiento de las aletas dorsal y anal, junto con el tipo de radios presentes y los dientes faríngeos son caracteres frecuentemente utilizados en su determinación específica. Poseen grandes escamas bien visibles y una línea lateral media que se compone de hasta 50 escamas.
Su alimentación se basa en la vegetación epilítica —algas y macrófitas que crecen íntimamente asociadas a las piedras y otros sustratos—, así como pequeños invertebrados.

## Especies
La siguiente es una lista con algunas especies de este género.
- Barbus ablabes
- Barbus aboinensis
- Barbus acuticeps
- Barbus afrohamiltoni
- Barbus afrovernayi
- Barbus albanicus
- Barbus aliciae
- Barbus alluaudi
- Barbus aloyi
- Barbus altianalis
- Barbus altidorsalis
- Barbus amanpoae
- Barbus amatolicus
- Barbus andrewi
- Barbus anema
- Barbus annectens
- Barbus anniae
- Barbus anoplus
- Barbus ansorgii
- Barbus antinorii
- Barbus apleurogramma
- Barbus arabicus
- Barbus arambourgi
- Barbus arcislongae
- Barbus argenteus
- Barbus aspilus
- Barbus atakorensis
- Barbus atkinsoni
- Barbus atromaculatus
- Barbus bagbwensis
- Barbus balcanicus
- Barbus barbulus
- Barbus barnardi
- Barbus barotseensis
- Barbus baudoni
- Barbus bawkuensis
- Barbus bergi
- Barbus bifrenatus
- Barbus bigornei
- Barbus boboi
- Barbus borysthenicus
- Barbus bourdariei
- Barbus brachygramma
- Barbus brazzai
- Barbus breviceps
- Barbus brevidorsalis
- Barbus brevilateralis
- Barbus brevipinnis
- Barbus brichardi
- Barbus bynni
- Barbus cadenati
- Barbus calidus
- Barbus callipterus
- Barbus camptacanthus
- Barbus candens
- Barbus caninus
- Barbus carcharhinoides
- Barbus carens
- Barbus carottae
- Barbus carpathicus
- Barbus castrasibutum
- Barbus catenarius
- Barbus caudosignatus
- Barbus cercops
- Barbus chicapaensis
- Barbus chiumbeensis
- Barbus chlorotaenia
- Barbus choloensis
- Barbus ciscaucasicus
- Barbus citrinus
- Barbus clauseni
- Barbus collarti
- Barbus condei
- Barbus dartevellei
- Barbus deguidei
- Barbus deserti
- Barbus dialonensis
- Barbus diamouanganai
- Barbus ditinensis
- Barbus dorsolineatus
- Barbus eburneensis
- Barbus elephantis
- Barbus ensis
- Barbus erubescens
- Barbus erythrozonus
- Barbus ethiopicus
- Barbus euboicus
- Barbus eurystomus
- Barbus eutaenia
- Barbus evansi
- Barbus fasciolatus
- Barbus fasolt
- Barbus foutensis
- Barbus fritschii
- Barbus gananensis
- Barbus gestetneri
- Barbus girardi
- Barbus goktschaicus
- Barbus greenwoodi
- Barbus gruveli
- Barbus grypus
- Barbus guildi
- Barbus guineensis
- Barbus guirali
- Barbus gulielmi
- Barbus gurneyi
- Barbus haasianus
- Barbus holotaenia
- Barbus hospes
- Barbus huguenyi
- Barbus huloti
- Barbus hulstaerti
- Barbus humeralis
- Barbus humilis
- Barbus humphri
- Barbus inaequalis
- Barbus innocens
- Barbus iturii
- Barbus jacksoni
- Barbus jae
- Barbus janssensi
- Barbus jubbi
- Barbus kamolondoensis
- Barbus kerstenii
- Barbus kessleri
- Barbus kissiensis
- Barbus ksibi
- Barbus kubanicus
- Barbus kuiluensis
- Barbus labiosa
- Barbus lacerta
- Barbus lagensis
- Barbus lamani
- Barbus laticeps
- Barbus lauzannei
- Barbus leonensis
- Barbus lepineyi
- Barbus leptopogon
- Barbus liberiensis
- Barbus lineomaculatus
- Barbus longiceps
- Barbus longifilis
- Barbus lornae
- Barbus lorteti
- Barbus loveridgii
- Barbus luapulae
- Barbus lufukiensis
- Barbus luikae
- Barbus lujae
- Barbus lukindae
- Barbus lukusiensis
- Barbus luluae
- Barbus macedonicus
- Barbus machadoi
- Barbus macinensis
- Barbus macroceps
- Barbus macrolepis
- Barbus macrops
- Barbus macrotaenia
- Barbus magdalenae
- Barbus magniatlantis
- Barbus manicensis
- Barbus mariae
- Barbus marmoratus
- Barbus martorelli
- Barbus massaensis
- Barbus matthesi
- Barbus mattozi
- Barbus mawambi
- Barbus mawambiensis
- Barbus mediosquamatus
- Barbus melanotaenia
- Barbus microbarbis
- Barbus microterolepis
- Barbus mimus
- Barbus miolepis
- Barbus mirabilis
- Barbus mocoensis
- Barbus mohasicus
- Barbus motebensis
- Barbus moulouyensis
- Barbus multilineatus
- Barbus musumbi
- Barbus myersi
- Barbus nanningsi
- Barbus nasus
- Barbus neefi
- Barbus neumayeri
- Barbus nigeriensis
- Barbus nigrifilis
- Barbus nigroluteus
- Barbus nounensis
- Barbus nyanzae
- Barbus oligogrammus
- Barbus olivaceus
- Barbus osseensis
- Barbus owenae
- Barbus oxyrhynchus
- Barbus pagenstecheri
- Barbus pallidus
- Barbus papilio
- Barbus parablabes
- Barbus parajae
- Barbus parawaldroni
- Barbus pellegrini
- Barbus perince
- Barbus petchkovskyi
- Barbus petitjeani
- Barbus platyrhinus
- Barbus pleurogramma
- Barbus pobeguini
- Barbus poechii
- Barbus prespensis
- Barbus prionacanthus
- Barbus profundus
- Barbus pseudotoppini
- Barbus puellus
- Barbus pumilus
- Barbus punctitaeniatus
- Barbus pygmaeus
- Barbus quadrilineatus
- Barbus quadripunctatus
- Barbus radiatus
- Barbus raimbaulti
- Barbus reinii
- Barbus rhinophorus
- Barbus rohani
- Barbus rosae
- Barbus roussellei
- Barbus rouxi
- Barbus ruasae
- Barbus rubrostigma
- Barbus sacratus
- Barbus salessei
- Barbus serengetiensis
- Barbus serra
- Barbus setivimensis
- Barbus sexradiatus
- Barbus seymouri
- Barbus somereni
- Barbus stanleyi
- Barbus stappersii
- Barbus stauchi
- Barbus stigmasemion
- Barbus stigmatopygus
- Barbus subinensis
- Barbus sublineatus
- Barbus subquincunciatus
- Barbus sylvaticus
- Barbus syntrechalepis
- Barbus taeniopleura
- Barbus taeniurus
- Barbus tanapelagius
- Barbus tangandensis
- Barbus tauricus
- Barbus tegulifer
- Barbus tetrastigma
- Barbus thamalakanensis
- Barbus thessalus
- Barbus thysi
- Barbus tiekoroi
- Barbus tomiensis
- Barbus tongaensis
- Barbus toppini
- Barbus trachypterus
- Barbus traorei
- Barbus treurensis
- Barbus trevelyani
- Barbus trimaculatus
- Barbus trinotatus
- Barbus trispiloides
- Barbus trispilomimus
- Barbus trispilopleura
- Barbus trispilos
- Barbus turkanae
- Barbus tyberinus
- Barbus umbeluziensis
- Barbus unitaeniatus
- Barbus urostigma
- Barbus urotaenia
- Barbus usambarae
- Barbus vanderysti
- Barbus venustus
- Barbus viktorianus
- Barbus viviparus
- Barbus walkeri
- Barbus wellmani
- Barbus wurtzi
- Barbus yeiensis
- Barbus yongei
- Barbus zalbiensis
- Barbus zanzibaricus